# Dichondra carolinensis
Dichondra carolinensis är en vindeväxtart som beskrevs av André Michaux. Dichondra carolinensis ingår i släktet njurvindor, och familjen vindeväxter. Inga underarter finns listade i Catalogue of Life.